# Internationale Kriegsgräberstätte Tjøtta

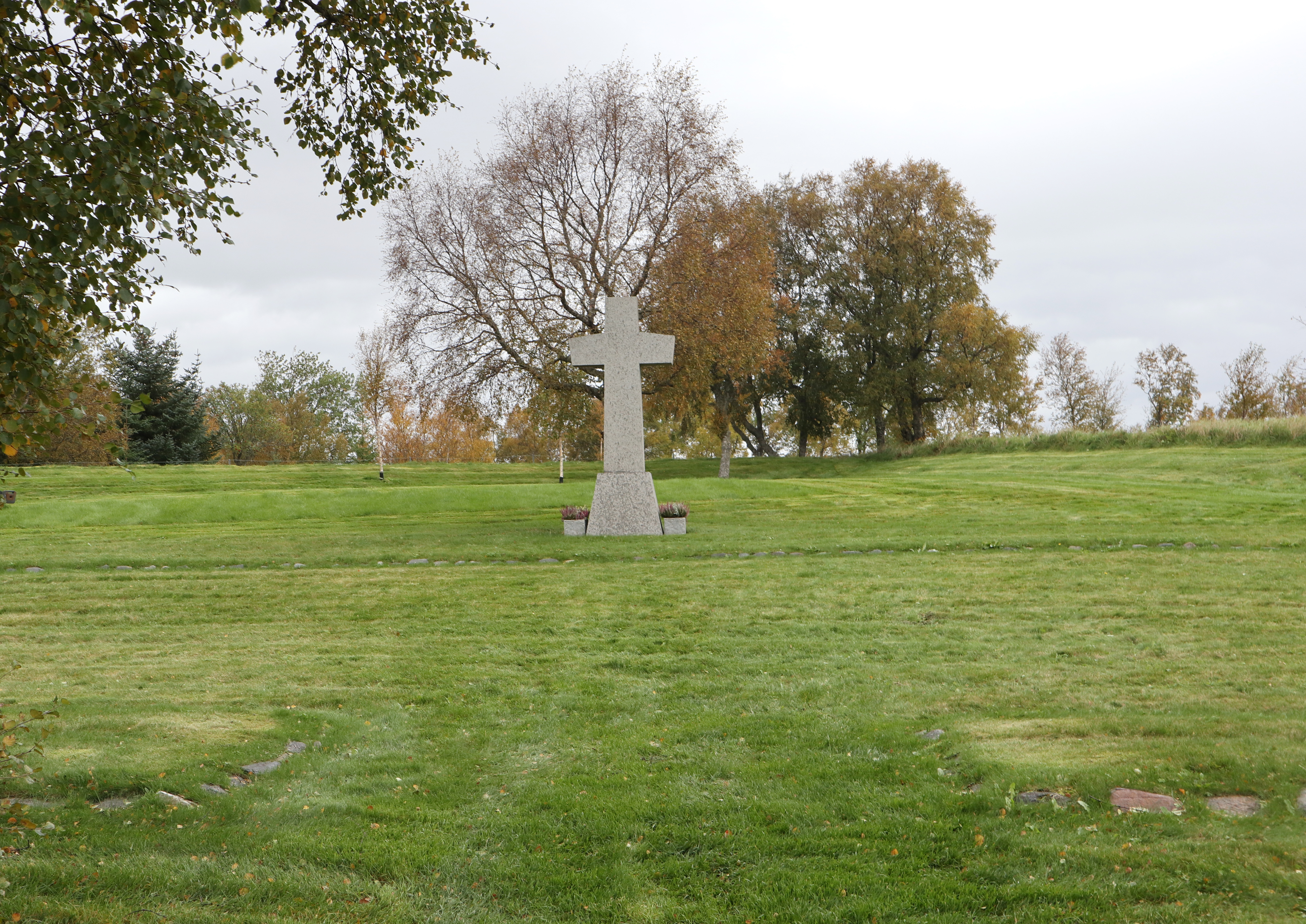
Gedenkstein

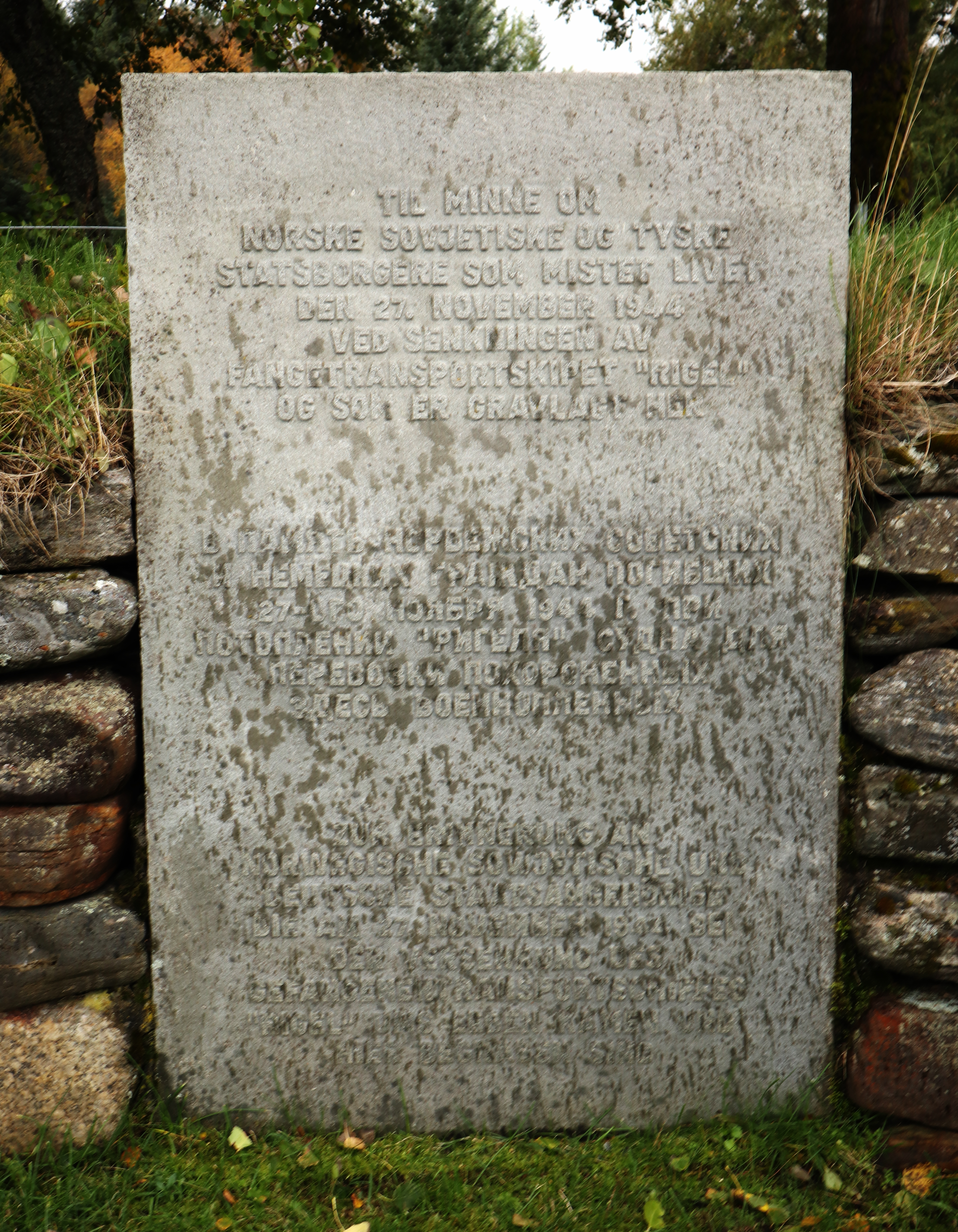
Inschrift auf einem Gedenkstein

Die Internationale Kriegsgräberstätte Tjøtta befindet sich an der Reichsstraße 17 auf der Insel Tjøtta im norwegischen Fylke Nordland. Der Friedhof wurde 1969/70 angelegt.
Hier ruhen in einem Gemeinschaftsgrab die Toten aus dem Untergang des Gefangenentransporters Rigel, der am 27. November 1944 vor Søndre Rosøya nach Bombentreffern britischer Trägerflugzeuge ausbrannte und unterging. 2571 Menschen – aus der Sowjetunion, Polen, Jugoslawien, Norwegen, Deutschland und (dem annektierten) Österreich – kamen dabei ums Leben. Die Identifizierung der Toten war nicht möglich. 1970 wurde die Grabstätte geweiht und ein Gedenkstein in Form eines Kreuzes errichtet. 1977 wurde zusätzlich eine schlichte Stele mit Inschrift errichtet.
Unweit nördlich befindet sich die Russische Kriegsgräberstätte Tjøtta mit etwa 7500 Gräbern, angelegt 1953.